# Parázstapló
A parázstapló (Phellinus igniarius) a Hymenochaetaceae családba tartozó, Eurázsiában és Észak-Amerikában elterjedt, főleg fűzfán élősködő, nem ehető gombafaj. 

## Megjelenése
A parázstapló termőteste konzolos, az idősebb gombák lópataszerűen megvastagodhatnak. Az aljzathoz szélesen (5-15 cm) csatlakozik, 5-30 cm-re nyúlik előre és 5-20 cm vastag lehet. A fiatal tapló felső része szürke, idősödve megfeketedik és sokszor felrepedezik; ezenkívül éves növekedési zónái is elkülöníthetők. Az idős tapló zöldes lehet a rátelepedett algáktól. Növekvő széle barna és bársonyos. 
Termőrétege pórusos, a pórusok rozsdabarnák vagy barnásszürkék, kicsik (5-6/mm), 3-5 mm mélyek. 
Húsa fás, vöröses- vagy sötétbarna, az évente képződő termőrétegek egymás fölött megkülönböztethetők. Szaga és íze nem jellegzetes. 
Spórapora fehér. Spórája közel gömbölyded, sima, mérete 5,5-7 x 4,5-6 μm.

### Hasonló fajok
A bükkfa-tapló hasonlóan lópataszerűen megvastagodhat, de inkább szürke és főleg bükkön él.

## Elterjedése és termőhelye
Eurázsiában és Észak-Amerikában honos. Magyarországon gyakori.  
Főleg fűz, néha éger vagy nyír parazitája vagy a fa elpusztulása után szaprobiontája. A faanyag ligninjét bontja, abban fehérkorhadást okoz. Évelő, spórái nyáron és ősszel érnek.  
Nem ehető. Az észak-amerikai (ma elsősorban az alaszkai) indiánok hamuját dohányhoz keverték, mert fokozza a nikotin felvételét. Az ázsiai hagyományos orvoslás felhasználja, rákellenes vegyületeket izoláltak belőle. 

## Kapcsolódó cikkek

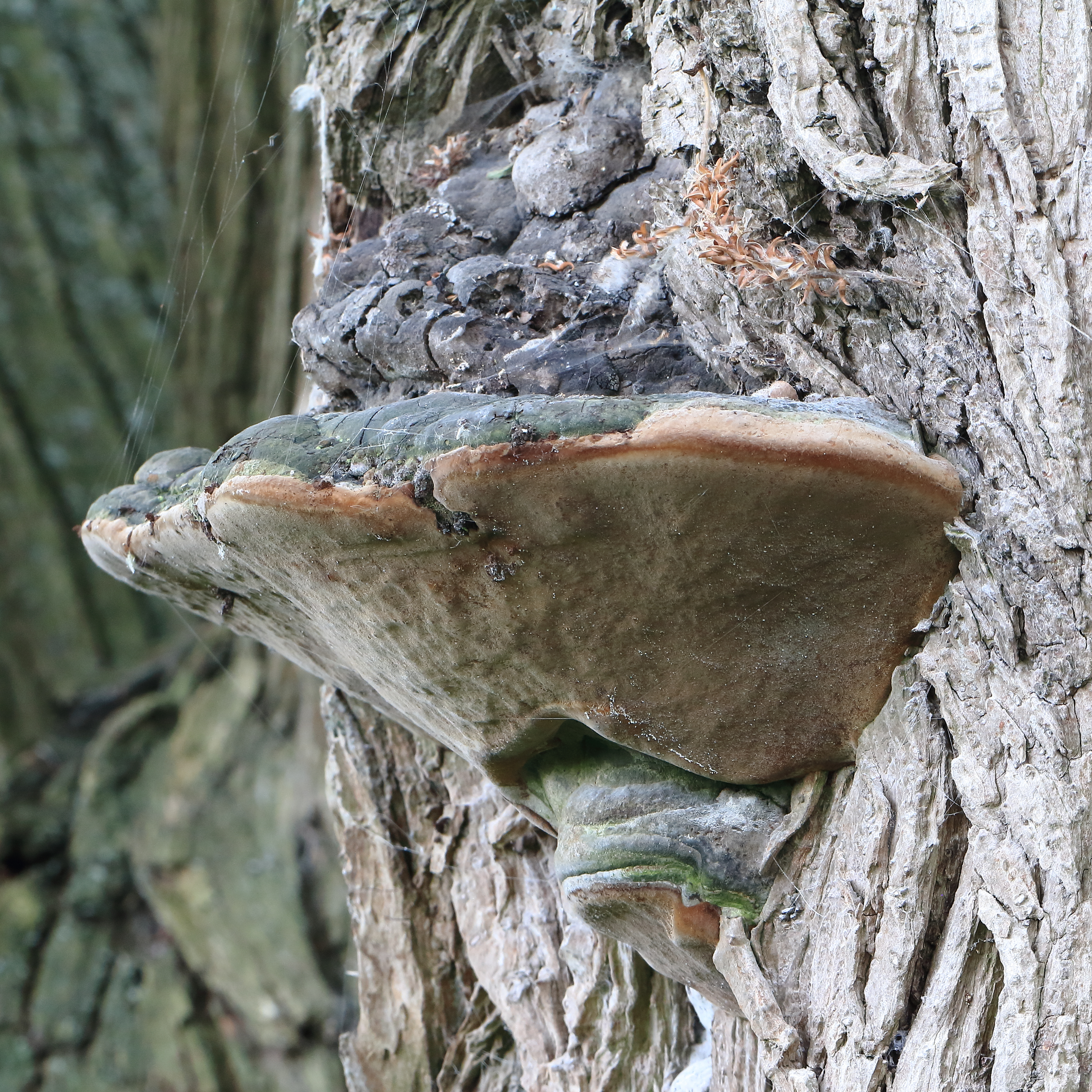
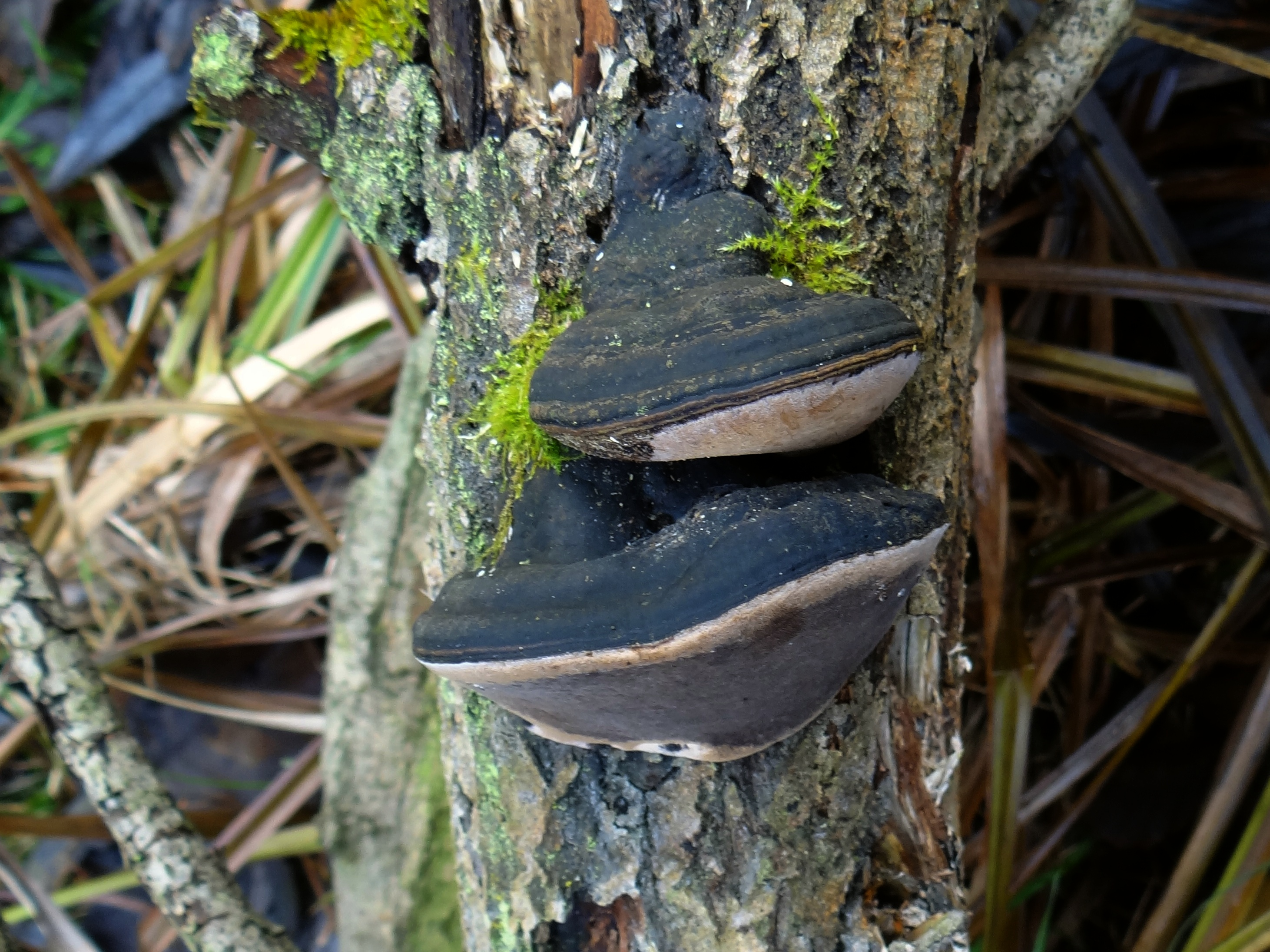
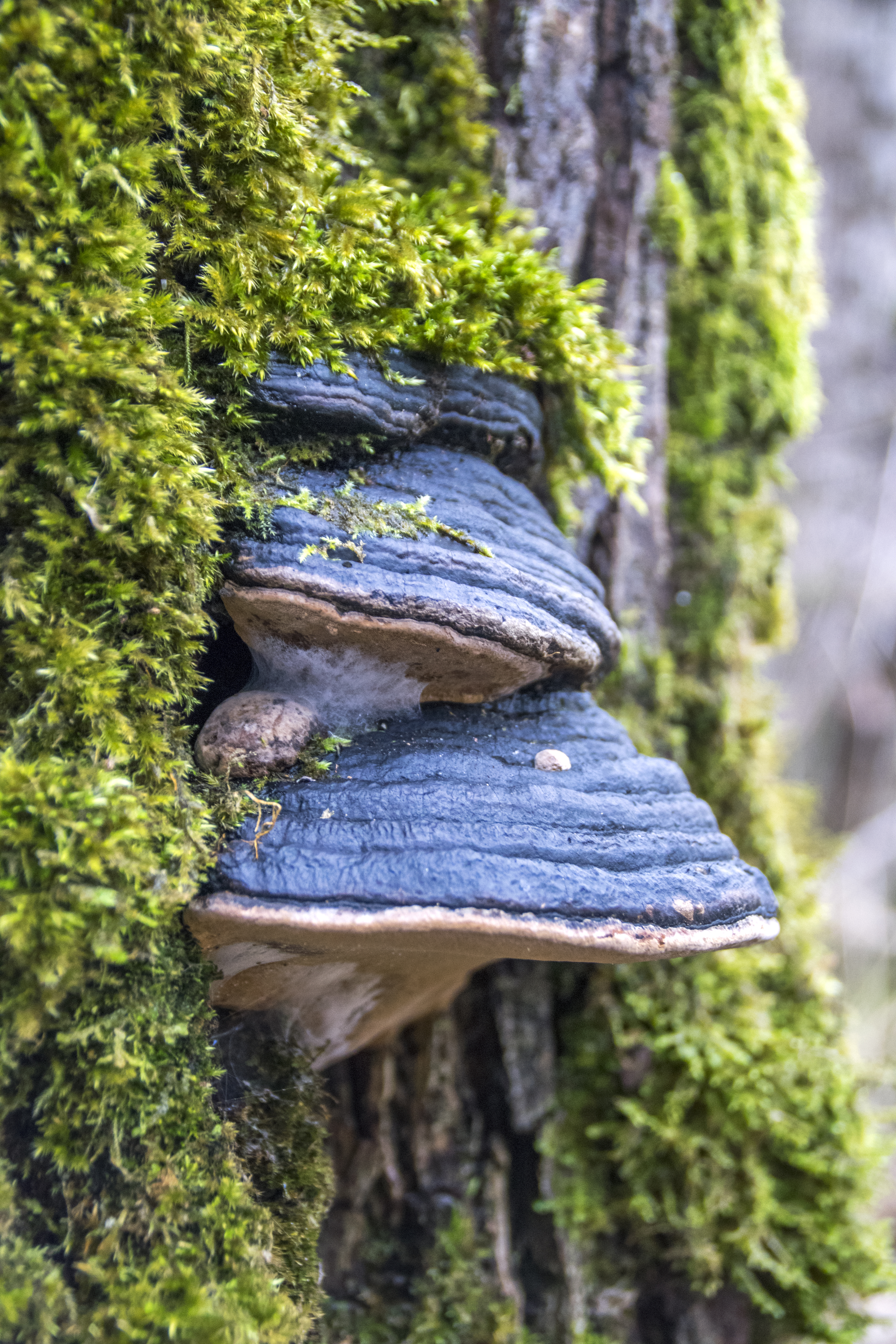
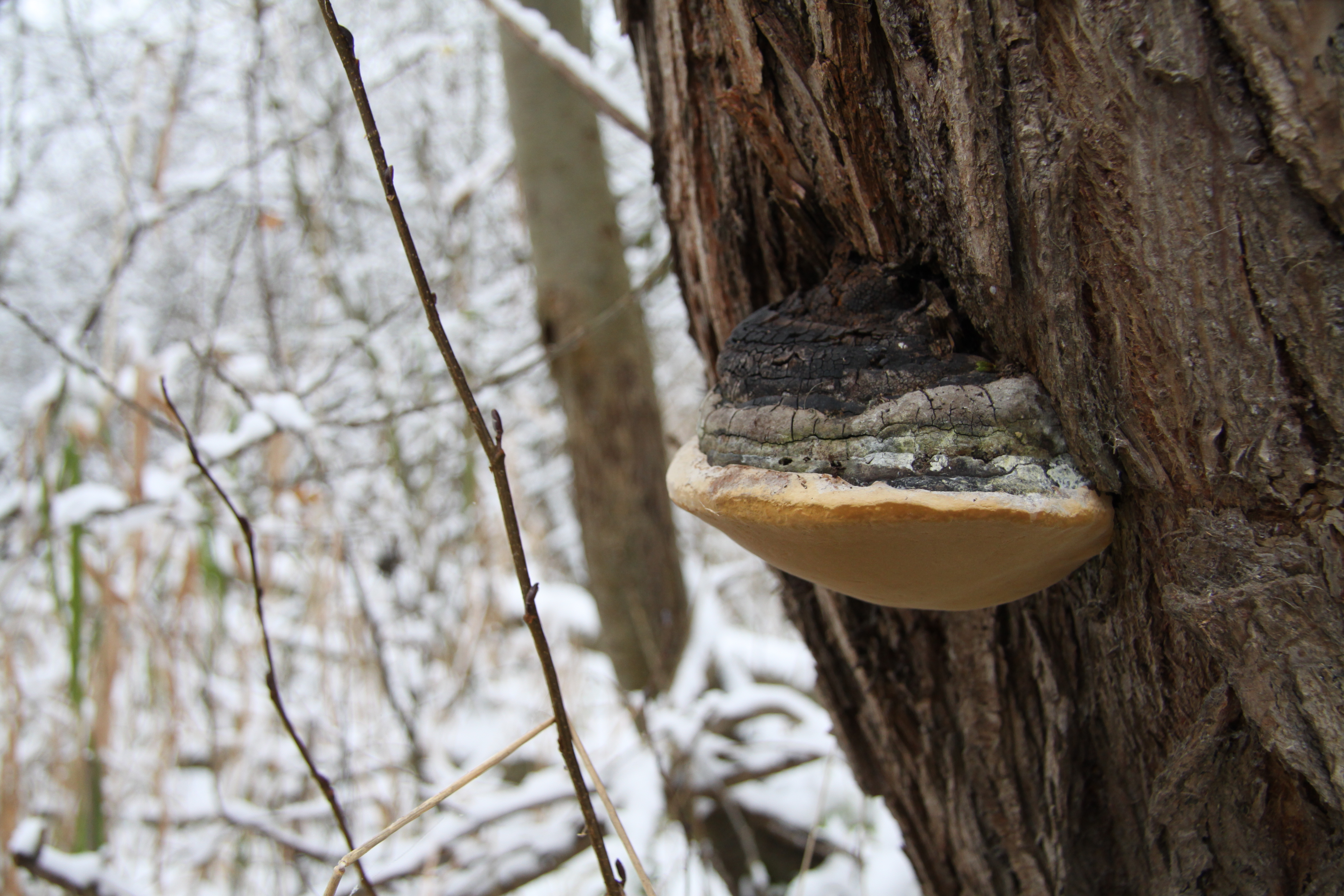